# Limitations de vitesse à Malte

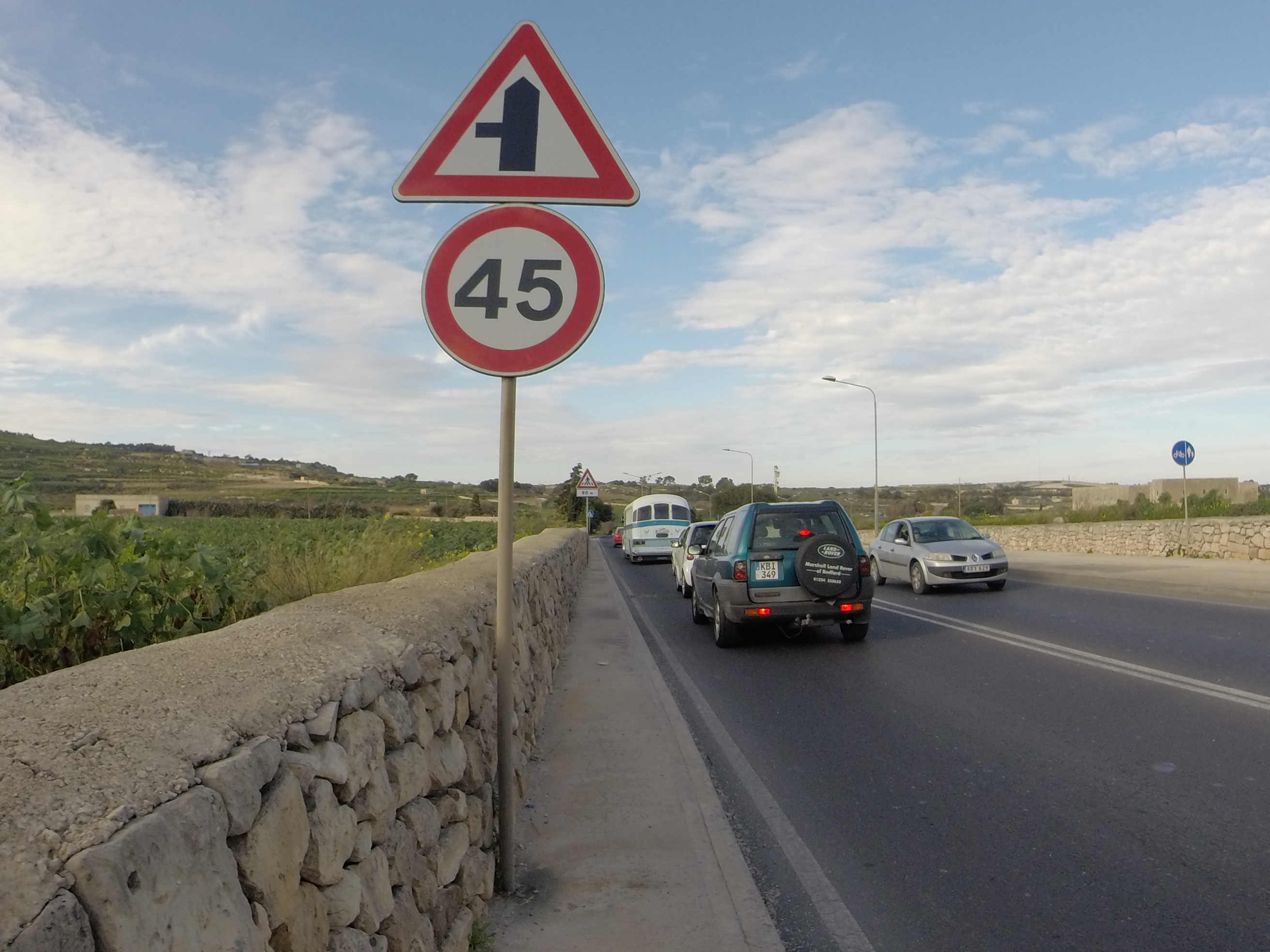
Panneau de limitation à 45 km/h sur une route près de Rabat.

À Malte (abréviation officielle : M), Kodiċi għat-Traffikules (le code de la route) prescrit les limitations de vitesse suivantes (sauf indication contraire) :
- les voitures et les motos :
  - 50 km/h en ville
  - 80 km/h hors agglomération
- les autobus et les autocars (n'excédant pas 12 m de long) et  véhicules utilitaires légers jusqu'à 3 tonnes :
  - 40 km/h en ville
  - 60 km/h hors agglomération
- les camions de marchandises (poids maximal supérieur à 3 tonnes) :
  - 30 km/h en ville
  - 40  km/h hors agglomération
- les véhicules industriels et agricoles :
  - 20 km/h en ville
  - 30  km/h hors agglomération
- Pas d'autoroutes

## Autres règles
- Conduite du côté gauche de la chaussée  (voir sens de circulation);
- Alcoolémie maximum autorisée au volant: 0,8 g/L d'alcool dans le sang.